# Pierre-Alexandre Rousseau
Pierre-Alexandre Rousseau (* 6. Oktober 1979 in Drummondville, Québec) ist ein kanadischer Freestyle-Skier. Er ist auf die Buckelpisten-Disziplinen Moguls und Dual Moguls spezialisiert. 2007 wurde er Moguls-Weltmeister.

## Biografie
Sein Debüt im Weltcup hatte Rousseau am 9. Januar 1997 am Mont Tremblant, wo er 32. wurde. Die ersten Weltcuppunkte gewann er zwei Wochen später als 14. in Breckenridge. Am 16. Januar 1999 erzielte er als Zweiter beim Dual-Moguls-Wettbewerb in Steamboat Springs die erste Podestplatzierung. Zwei Monate später nahm er erstmals an Weltmeisterschaften teil. In der Weltcupsaison 1999/2000 erzielte Rousseau zwei weitere Podestplätze, in der Saison 2000/01 stand er dreimal auf dem Podest. Bei der Weltmeisterschaft 2001 in Whistler gewann er hinter dem Finnen Mikko Ronkainen die Silbermedaille im Moguls-Wettbewerb.
Im Januar 2002 stürzte Rousseau im Training vor dem Weltcupwettbewerb in Saint-Lary-Soulan schwer und zog sich dabei eine Halswirbelverletzung zu. In einer Operation mussten zwei Halswirbel miteinander verbunden werden. Im Dezember 2002 kehrte Rousseau nach mehrmonatiger Therapie in den Weltcup zurück und fuhr in Tignes sogleich auf den fünften Platz. Am 11. Januar 2003 gelang ihm am Mont Tremblant der erste Weltcupsieg. Ein weiterer Sieg folgte fünf Wochen später. Insgesamt erzielte er in der Saison 2002/03 sechs Podestplätze. In der Saison 2003/04 resultierten zwei weitere Podestplätze, im Winter 2004/05 blieb ein fünfter Platz sein bestes Ergebnis.
Da er zu Beginn des Winters 2005/06 nur mittelmäßige Leistungen zeigte, konnte sich Rousseau nicht für die Olympischen Winterspiele 2006 qualifizieren; ein Podestplatz gelang ihm erst Ende der Saison. In der Saison 2006/07 erzielte er zwei Podestplätze im Weltcup. Bei der Weltmeisterschaft 2007 in Madonna di Campiglio feierte er den größten Erfolg seiner Karriere, als er im Moguls-Wettbewerb die Goldmedaille gewann. Zum Auftakt der Weltcupsaison 2007/08 gewann Rousseau in Tignes, ansonsten waren seine Leistungen in diesem Winter unkonstant. Ähnlich verlief die Saison 2008/09: Nach dem Sieg im ersten Weltcupwettbewerb in Méribel folgten wiederum unkonstante Ergebnisse.
Rousseau qualifizierte sich für die Olympischen Winterspiele 2010 in Vancouver. Er fuhr dort auf den fünften Platz, was auch sein bestes Ergebnis dieser Saison war. In der Saison 2010/11 klassierte er sich zweimal auf einem Podestplatz.

## Erfolge

### Olympische Spiele
- Vancouver 2010: 5. Moguls

### Weltmeisterschaften
- Hasliberg 1999: 17. Moguls
- Whistler 2001: 2. Moguls, 9. Dual Moguls
- Deer Valley 2003: 8. Dual Moguls, 32. Moguls
- Ruka 2005: 7. Moguls, 7. Dual Moguls
- Madonna di Campiglio 2007: 1. Moguls, 9. Dual Moguls
- Inawashiro 2009: 17. Moguls
- Deer Valley 2011: 10. Moguls, 29. Dual Moguls

### Juniorenweltmeisterschaften
- Krasnoe Ozero 2006: 1. Moguls, 15. Dual Moguls
- Airolo 2007: 1. Moguls, 2. Dual Moguls

### Weltcupwertungen
- Saison 1997/98: 7. Dual-Moguls-Weltcup
- Saison 1998/99: 5. Dual-Moguls-Weltcup
- Saison 1999/00: 7. Gesamtweltcup, 3. Moguls-Weltcup, 9. Dual-Moguls-Weltcup
- Saison 2000/01: 6. Gesamtweltcup, 3. Moguls-Weltcup
- Saison 2002/03: 2. Moguls-Weltcup, 4. Dual-Moguls-Weltcup
- Saison 2003/04: 6. Moguls-Weltcup
- Saison 2006/07: 3. Dual-Moguls-Weltcup, 5. Moguls
- Saison 2007/08: 7. Moguls-Weltcup
- Saison 2008/09: 4. Moguls-Weltcup
- Saison 2010/11: 7. Moguls-Weltcup

### Weltcupsiege
Rousseau erzielte bisher 23 Podestplätze, davon 4 Siege:
| Datum             | Ort            | Land       | Disziplin   |
| ----------------- | -------------- | ---------- | ----------- |
| 11. Januar 2003   | Mont Tremblant | Kanada     | Moguls      |
| 22. Februar 2003  | Madarao        | Japan      | Dual Moguls |
| 13. Dezember 2007 | Tignes         | Frankreich | Moguls      |
| 18. Dezember 2008 | Méribel        | Frankreich | Dual Moguls |

### Weitere Erfolge
- 1 Podestplatz im Europacup
- 3 Podestplätze im Nor-Am Cup, davon 1 Sieg